# Krijgsmacht van Albanië
De Krijgsmacht van Albanië (Albanees: Forcat e Armatosura të Republikës së Shqipërisë) is het leger van Albanië. Het werd opgericht na de onafhankelijkheid van Albanië in 1912. Het bestaat uit de generale staf van Albanië, de Albanese landmacht, de Albanese luchtmacht, de Albanese marine en het militair politiekorps van Albanië.
Volgens de Albanese grondwet moeten de Albanese strijdkrachten het territoriale gebied van het land beschermen, aanwezig zijn in bedreigde gebieden, de bevolking bijstaan in geval van natuurrampen, industriële rampen, waarschuwen voor de gevaren van militaire en niet-militaire aard en deelnemen aan internationale missies van organisaties waarbij het aangesloten is.
De president van Albanië is de opperbevelhebber van het leger. Zijn bevoegdheden als opperbevelhebber worden uitgeoefend via de minister van defensie. De stafchef is de hoogste officier binnen de Albanese strijdkrachten.

## Geschiedenis
Op 4 december 1912, enkele dagen na de Albanese onafhankelijkheid, stichtte staatshoofd Ismail Qemali samen met zijn regering het nationale leger van Albanië.
In 1927 telde de Albanese strijdkrachten ruim 8.000 soldaten. Deze troepen waren verdeeld over drie groepen in drie steden, gevestigd in Tirana, Shkodër en Berat. De Italiaanse invloed bij de Albanese strijdkrachten was groot, iedere groep had een Italiaanse kolonel en een Italiaanse officier. In 1927 bestelde het Albanese leger 20.000 geweren, 40 bergkanonnen, 120 machinegeweren en andere wapens uit Italië. Vanaf 1928 tot 1939 kwam het Albanese leger onder hoede van Zog I van Albanië. Ook onder zijn leiding werd het Albanese leger gesteund door de Italianen.
Nadat Albanië gedurende de Tweede Wereldoorlog een bondgenoot was van Nazi-Duitsland en Koninkrijk Italië werd in 1946 het Albanese volksleger opgericht. De commandant was communist Enver Hoxha. Het Albanees Volksleger had 60.000 soldaten aan mankracht en 450.000 reserves. In Albanië werden in die jaren vele bunkers gebouwd. Het Albanese leger was in die jaren op zijn sterkst.

## 1997-1999: Onrust in Albanië en Kosovo-oorlog

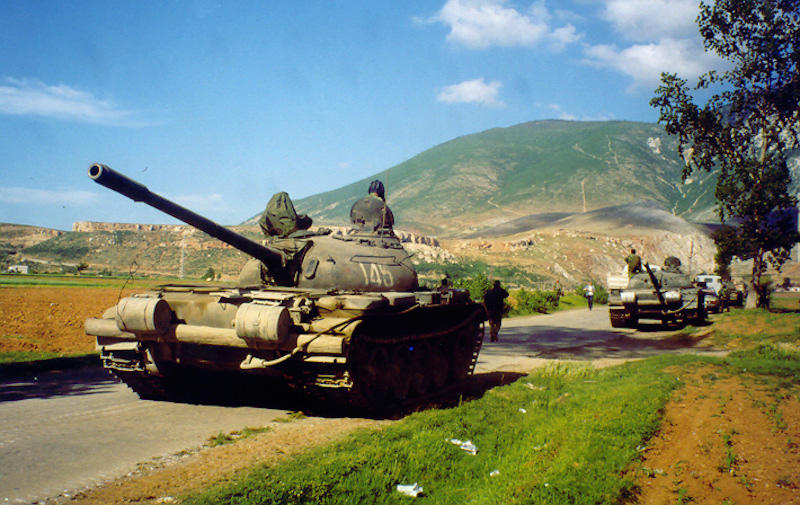
Een Albanese tank vlak bij de grens van Kosovo (1999)

Het communisme in Albanië viel midden jaren 90. De Albanese economie werd geliberaliseerd. Het financiële systeem van het land werd vervolgens meer en meer gedomineerd door een systeem van ponzifraudezaken. Duizenden mensen gingen vervolgens dagelijks de straat op en eisten hun geld terug. Het kwam tot gevechten met de oproerpolitie en overheidsgebouwen werden in brand gestoken. Op 1 maart nam premier Aleksandër Meksi ontslag en op 2 maart riep president Sali Berisha de noodtoestand uit. De rellen breidden zich uit naar het noorden en hielden de hoofdstad twee weken in hun greep, terwijl het zuiden van het land onder controle van de rebellen en bendes viel. Op 28 maart autoriseerde de VN-veiligheidsraad met resolutie 1101 een internationale troepenmacht in Albanië om hulpgoederen te verdelen en de orde in het land te herstellen.
In dezelfde periode brak er in Kosovo een burgeroorlog uit tussen etnische Albanezen en Serviërs. De Albanezen in Kosovo beschikten in tegenstelling tot de Serviërs, die destijds onderdeel waren van Joegoslavië, niet over een nationaal leger. De Albanezen aldaar richtten het paramilitaire UÇK op dat het opnam tegen de Serviërs. Het Albanese leger kon zich geen oorlog veroorloven tegen Joegoslavië nadat een jaar eerder het land Albanië in strijd was met haar eigen burgers. Het Albanese leger steunde het UÇK en vond dat zij in haar recht stond om zich te mogen verdedigen. Het Albanese leger verschafte munitie en wapens aan de Albanese guerrilla's in Kosovo, ook nam het Albanese leger deel aan sommige veldslagen in Kosovo samen met de Noord-Atlantische Verdragsorganisatie, waaronder de Slag bij Kosare. De vrede in Kosovo keerde terug. Albanië ving gedurende de oorlog vele Albanese vluchtelingen uit Kosovo op.

## 2010-heden: Toetreding NAVO en modernisering
Albanië trad enkele jaren later toe tot de NAVO. Het Albanese leger is sinds de toetreding bij de NAVO behoorlijk gemoderniseerd. Het krijgt naast extra financiële middelen van Duitsland, Italië en de Verenigde Staten ook steun in modernere wapens. Ook worden de Albanese soldaten getraind volgens de NAVO-richtlijnen. De diensplicht in Albanië is in 2010 afgeschaft. De minimum leeftijd is 18 jaar oud.

## Commandanten
In Albanië is de stafchef de hoogste officier van de strijdkrachten. Deze wordt benoemd door de president van Albanië, die tevens opperbevelhebber van het Albanese leger is. 
- Lijst van de stafchef sinds de onafhankelijkheid in 1912:

| Nr. | Stafchef van de Generale Staf Shef i Shtabit të Përgjithshëm | Stafchef van de Generale Staf Shef i Shtabit të Përgjithshëm | Ambtstermijn    | Ambtstermijn     |
| --- | ------------------------------------------------------------ | ------------------------------------------------------------ | --------------- | ---------------- |
| 1   |                                                              | Luitenant-kolonel Shefqet Shkupi                             | 4 mei 1913      | november 1920    |
| 2   |                                                              | Brigadegeneraal Ali Riza Kolonja                             | november 1920   | december 1921    |
| 3   |                                                              | Majoor Xhavit Leskoviku                                      | december 1921   | juni 1923        |
| 4   |                                                              | Majoor Bajram Fevziu                                         | juni 1923       | 24 december 1924 |
| 5   |                                                              | Generaal Gustav Mirdashi                                     | 18 januari 1925 | 7 april 1939     |
| 6   |                                                              | Generaal-majoor Spiro Moisiu                                 | 10 juli 1943    | augustus 1946    |
| 7   |                                                              | Kolonel-generaal Mehmet Shehu                                | augustus 1946   | 28 januari 1948  |
| 8   |                                                              | Luitenant-kolonel Beqir Balluku                              | 28 januari 1948 | 1952             |
| 9   |                                                              | Luitenant-kolonel Petrit Dume                                | 1952            | juli 1974        |
| 10  |                                                              | Luitenant-kolonel Arif Hasko                                 | 1954            | 1956             |
| 11  |                                                              | Generaal Sami Meçollari                                      | juli 1974       | december 1974    |
| 12  |                                                              | Generaal Veli Llakaj                                         | december 1974   | 13 oktober 1982  |
| 13  |                                                              | Generaal Kiço Mustaqi                                        | 13 oktober 1982 | februari 1991    |
| 14  |                                                              | Kolonel Halim Abazi                                          | februari 1991   | juni 1991        |
| 15  |                                                              | Generaal Kostaq Karoli                                       | juni 1991       | augustus 1992    |
| 16  |                                                              | Generaal Ilia Vasho                                          | augustus 1992   | 1994             |
| 17  |                                                              | Generaal Sheme Kosova                                        | 1994            | 2 maart 1997     |
| 18  |                                                              | Generaal-majoor Adem Çopani                                  | 2 maart 1997    | augustus 1997    |
| 19  |                                                              | Brigadegeneraal Alëks Andoni                                 | augustus 1997   | 2000             |
| 20  |                                                              | Generaal Pëllumb Qazimi                                      | 2000            | 2006             |
| 21  |                                                              | Luitenant-kolonel Luan Hoxha                                 | oktober 2006    | juni 2008        |
| 22  |                                                              | Generaal-majoor Maksim Malaj                                 | juni 2008       | 8 augustus 2011  |
| 23  |                                                              | Generaal-majoor Xhemal Gjunkshi                              | 8 augustus 2011 | 8 november 2013  |
| 24  |                                                              | Generaal-majoor Jeronim Bazo                                 | 8 november 2013 | januari 2017     |
| 25  |                                                              | Brigadegeneraal Bardhyl Kollçaku                             | 28 oktober 2017 | 29 juli 2020     |
| 26  |                                                              | Generaal-majoor Bajram Begaj                                 | 29 juli 2020    | 4 juni 2022      |
| 27  |                                                              | Brigadegeneraal Arben Kingji                                 | 3 augustus 2022 | heden            |